# Sabrage

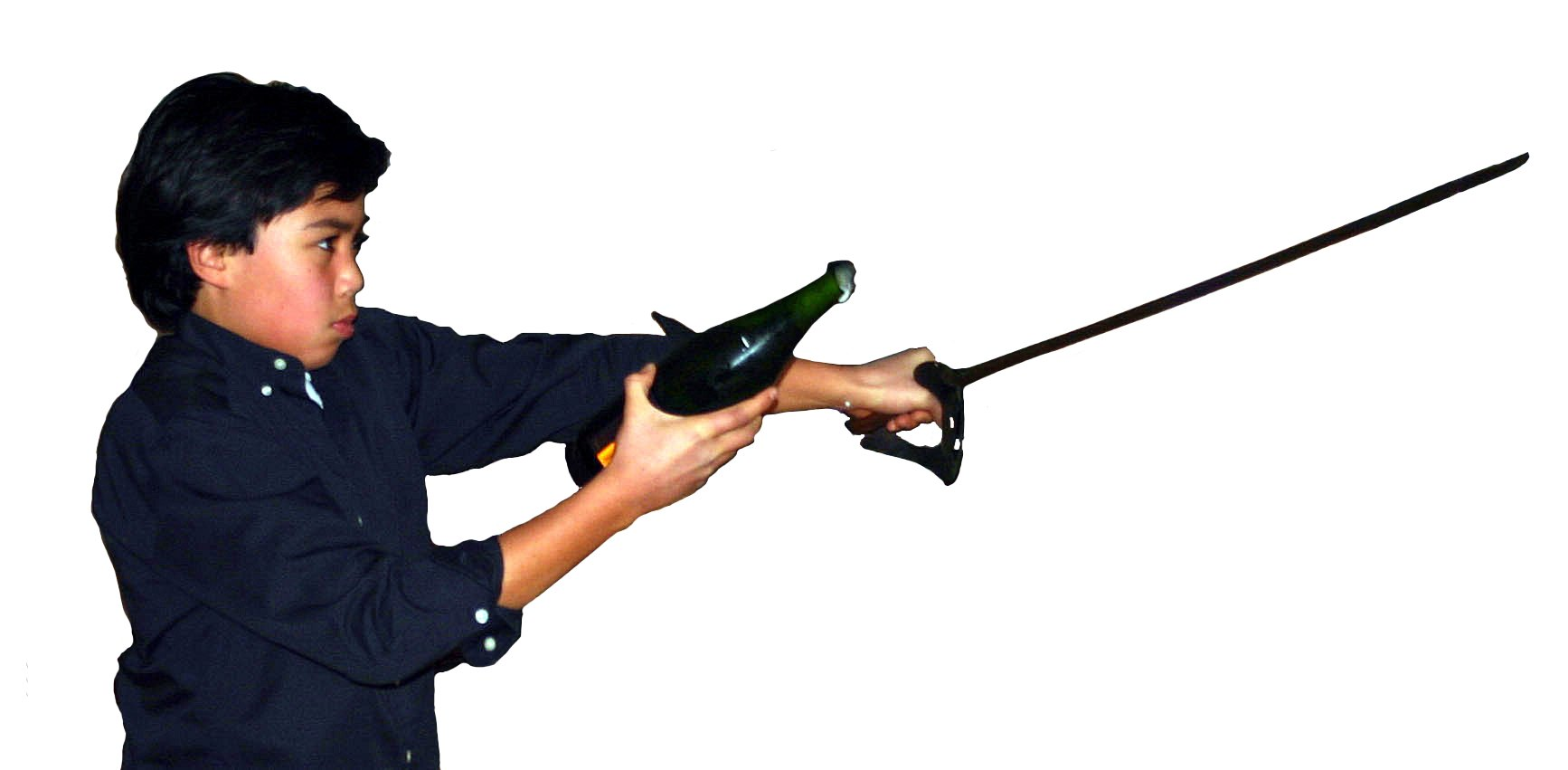
Sabrage su di una bottiglia di champagne

Il Sabrage è una particolare tecnica per aprire le bottiglie di champagne con una sciabola (sabre in francese), usata solitamente come cerimoniale. La sciabola viene fatta scivolare lungo il corpo della bottiglia verso il collo con un colpo secco. La forza della lama che colpisce il labbro del collo è sufficiente per rompere il vetro e separare di netto il collo dal collare della bottiglia che, insieme con il tappo, viene sparato via dalla forza del gas contenuto nel vino. Se applicata correttamente, la tecnica è efficace con qualunque vino spumante.

## Storia
Questa pratica è divenuta popolare nella Francia napoleonica quando l'esercito visitava i domini aristocratici appartenenti all'impero. Il periodo è subito dopo la Rivoluzione francese e la sciabola era l'arma d'elezione della cavalleria leggera dell'esercito, gli ussari. Viste le numerose vittorie ottenute dall'esercito, vi furono molti festeggiamenti, durante i quali era prassi aprire le bottiglie con un mezzo comodo e facilmente reperibile. Pare che durante uno di questi festeggiamenti Napoleone stesso abbia detto «Champagne! Nella vittoria è un merito; nella sconfitta una necessità», incoraggiandone così l'uso e la pratica.

## Sciabola da Sabrage

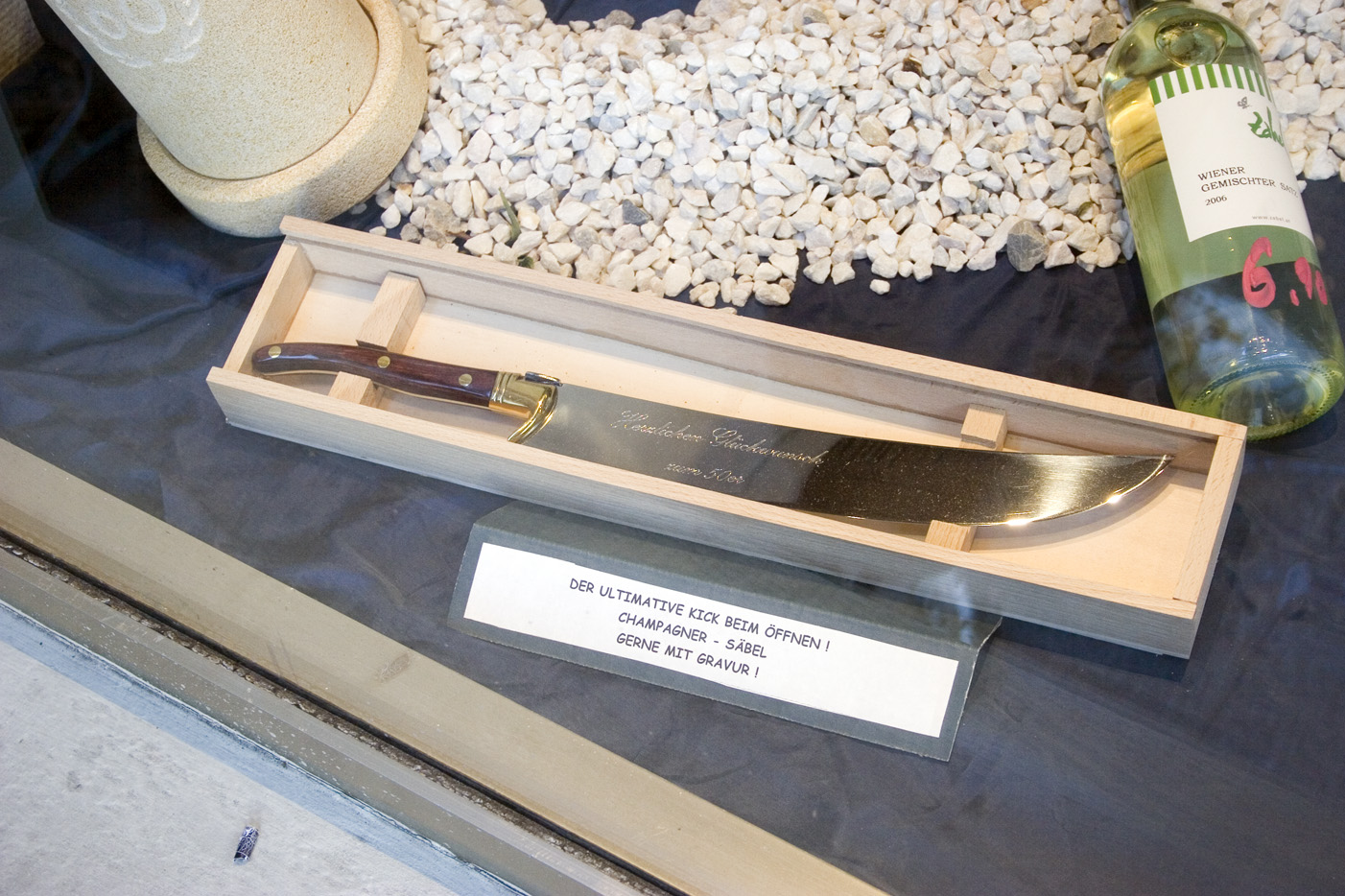
Una sciabola da Sabrage in vendita

La sciabola da sabrage (sabre à champagne) è uno strumento appositamente creato per questo scopo. Alcune sciabole hanno lame molto corte, di 30 cm circa e somigliano più a lunghi coltelli, mentre altre hanno lame più lunghe. Le lame sono totalmente senza filo e spesso senza punta in quanto l'apertura della bottiglia avviene per l'impatto della lama sul labbro e non per la sua capacità di tagliare.

## Primati
Il record per il maggior numero di bottiglie di champagne aperte in un minuto utilizzando questa tecnica è 66, ed è stato riconosciuto dal Guinness Book of World Records. È stato conseguito da Ashrita Furman (statunitense) presso il Sri Chinmoy Centre, Jamaica, New York, USA, il 2 agosto 2015. Ashrita ha utilizzato un "sciabola araba" con una lama da 13 pollici. Ha battuto il precedente record di 47, ottenuto da Mirko Rainer il 6 settembre 2014 a Mendrisio, in Svizzera.
Il record mondiale per il maggior numero di bottiglie di champagne sottoposte a sabrage contemporaneamente è stato raggiunto in occasione della Sciabolata del Santero a Santo Stefano Belbo, in Italia, nel giugno del 2016, ed ammonta a 630 bottiglie.